# マリオアーティストシリーズ
マリオアーティストシリーズ（MARIO ARTIST）は、NINTENDO 64の周辺機器64DD専用のゲームソフトシリーズ。発売元は任天堂。静止画や動画、立体モデルの作成、作成したもので遊ぶことを目的としたクリエイティブツール群であり、4作が存在している。

## 概要
マリオアーティストシリーズは、64DDの発表当時からゲーム誌などで存在が公表されていたソフトだったため、ある程度の認知度があったが、「ランドネット」の会員のみに配布、もしくは追加販売という形式が取られ、店頭での一般販売はされなかったため、ソフトの存在は知っていても実際にプレイしたことはないという人の方が多い。
『マリオペイント』の続編的な位置づけをもったシリーズであり、犬のアイコンで1段階だけ操作を元に戻すことができること、爆弾のアイコンで1つ上のモードの画面に戻ることができること、セーブ・ロード時の音楽などが継承されている。
マリオアーティストシリーズや『巨人のドシン』はセーブ領域の確保という理由から磁気ディスクで発売する必要があり、ロムカセットへの移行はできなかった。ランドネットの事業終了を受けて、64DD用として開発されていたソフトのうち『どうぶつの森』など幾つかはロムカセットに移行し発売されたが、同様にセーブ領域の確保ができなかったソフトは日の目を見ることなく消えていった。64DDの購入者数が少なかったのは対象年齢を無視した厳しい購入条件が主な原因であるが、実際に発売された対応ソフトがこのマリオアーティストをはじめ、人により興味と好みがはっきり分かれるタイプのゲームばかりに偏っていたことも一因として挙げられる。
セーブは1本のソフト当たり、10個のボックスにそれぞれ70個までデータを保存できる。ただし、容量がいっぱいになればそれ以上セーブすることはできない。ボックスや作品には名前をつけることが可能で、ひらがな、カタカナ、アルファベット、特殊記号、漢字が使用できる。漢字の変換機能は無く、音読みから探して表から直接選択入力しなければならない。
64DDでは半分以上のデータに新しいデータを追加したり、ソフト間でデータの交換を行うことにより遊びを広げるという構想が存在した。マリオアーティストシリーズはその核となる位置づけであり、シリーズ間では様々なデータの流用が可能であったが、64DD対応ソフトが非常に少なく終わったため、シリーズ以外のソフトとのデータ交換はほとんど行われないままとなった。製作、使用できるデータは以下のとおり。
2Dさくひん
一枚絵のデータ。ペイントスタジオの「2Dペイント」で描画できるほか、各ソフトで画面を撮影することでも作成可能。「パラパラまんが」の1コマとして、タレントスタジオでタレントの顔、服等の模様、ムービーの背景として、ポリゴンスタジオのモデラーロケット内でスタンプとして流用可能。
ネットスタジオでのアップロード、ダウンロードが可能。
『F-ZERO X EXPANSION KIT』からパイロットの画像データを持ち出すこともできた。
パラパラまんが
複数枚の絵のデータ。最大35コマ。ペイントスタジオの「パラパラまんが」でのみ作成、観賞が可能。
ネットスタジオにアップロード可能だが、14コマ以内という制限がある。
2コマのデータを「シム」という名前にしておけば、『シムシティー64』で住民の画像データとして使用できる。
3Dワールド
ペイントスタジオの「3Dワールド」でモデルを塗った内容のデータ。ワールドごとに専用のデータとなる。
ネットスタジオでのアップロード、ダウンロードは不可能。
タレント
ポリゴンモデルの人物のデータ。タレントスタジオの「タレントをつくる」で製作可能。タレントスタジオの「タレントをつくる」「ムービーをつくる」で使用、観賞することができる。
ネットスタジオでのアップロード、ダウンロードが可能。
ムービー
「タレント」「3Dさくひん」「2Dさくひん」を使用したムービーのデータ。
ネットスタジオでのアップロード、ダウンロードが可能。
3Dさくひん
3Dポリゴンモデルのデータ。ポリゴンスタジオの「モデラーロケット」で製作可能。タレントスタジオのムービー、ポリゴンスタジオの「ブロックさくひん」の一部、「ステージさくひん」の一部として使用可能。
ネットスタジオでのアップロード、ダウンロードが可能。
ブロックさくひん
「3Dさくひん」に既定のブロックを付け加えたデータ。ポリゴンスタジオの「ブロックドーム」で製作可能。「じっけんワールド」、「サウンドボンバー」で使用されるデータでもある。
ネットスタジオでのアップロード、ダウンロードは不可能。
ステージさくひん
「ブロックさくひん」に背景となる画像、3Dモデルを付け加えたデータ。ポリゴンスタジオの「ステージUFO」で製作可能。
ネットスタジオでのアップロード、ダウンロードが可能。
各ソフトとも最終目的が存在しない類のソフトであるため、タイトル画面でBボタンを押すことでスタッフロールを見ることができるようになっている。

## マリオアーティスト ペイントスタジオ
『マリオアーティスト ペイントスタジオ』は、1999年12月11日に64DD本体と共にNINTENDO64マウスを同梱して配布、追加販売されたペイントソフト。開発はSoftware Creations Holdingsとの共同。
『マリオペイント』と比較すると、絵を描くための様々な機能の拡張や追加、保存できる作品数の大幅な増加、キャプチャカセットやポケットカメラから画像キャプチャを行うことが可能となるなど、ペイントソフトとしての機能は大幅に向上している。その一方、音楽の作成が無くなり、簡易なアニメーション製作は不可能となった。また、『マリオペイント』では可能だった自作パターンによる塗りつぶしもできなくなった。

### 2Dペイント
アイコンを選択して機能を使い、平面にお絵かきをするモード。製作した作品は「2Dさくひん」としてセーブすることができる。マリオアーティストシリーズ内の様々なモードから素材をセーブして持ってくることが可能であり、逆に持ち出して使用することも可能である。お絵かきには4人まで同時参加が可能だが、その場合一部のアイコンの使用に制限がかかる。
何も作業していない部分、または「けしゴム」で色を消した部分はコピーなどの際には透明なものとして扱われる。ただし、色のある部分と透明な部分の境界にぼかしがかかるような処理をした場合、そこは半透明としては扱われず、画面に表示されているとおりの不透明な色として扱われるため、作業の手順に注意が必要である。
パレット
色を選ぶことができる。模様のパターンも用意されているが、自作のパターンを製作することはできない。複数人でプレイする場合、同じ色を同時に使用することはできない。
ペン
様々な描画方法と、その3種類の太さを選択し、マウスで絵を描くことができる。指のアイコンを選べば、ぼかしをかけることもできる。複数人でプレイするときは、同じペンを2人が同時に選ぶことは不可能。
ずけい
選んでいる種類のペンで、直線、四角、だ円等の簡単な図形を描画することができる。複数人でプレイするときは使用不可能。
ぬりつぶし
選択した点と同じ色で繋がっている部分を塗りつぶすことができる。ほんの少しでも違う色になっていると塗りつぶすことはできない。
かくだい、しゅくしょう
画面を拡大して作業することができる。複数人でプレイするときは使用不可能。
けしゴム
3種類の太さでペンの「えんぴつ」と同様に色を消すことができる。またフリーハンドや四角形で範囲を選択して色を消すこと、「ぬりつぶし」と同じような処理で色を透明に戻すことも可能。全体を消す場合は『マリオペイント』ほど多くの消し方は用意されておらず、残っているのは見た目に面白みの薄い「ロケットで消す」のみである。複数人でプレイするときは、中間の太さのけしゴムを誰か1人だけが使用でき、また「ロケットで消す」も使用できる。
ヨウシきりかえ
ペイントスタジオは2枚の絵を切り替えて同時に作業することができる。複数人でプレイするときは切り替え不可。このソフトでレイヤーを使用することはできないが、この機能を使い手間をかければそれと似たような作業も可能にはなる。
きりとりコピー
作業領域の一部分、または全体を切り取ってコピーすることができる。左右反転させて使うことは可能だが、上下反転はできない。回転させて使うことも可能だが、角度を数字で指定することができないため、90度や180度などが正確に指定できず画質が荒れることも多い。また拡大縮小も可能だが、縦横比率を固定しておくことはできず、自分で上手く加減するしかない。『マリオペイント』におけるスタンプの代替手段として、素材を集めた「2Dさくひん」のデータを持っておき、コピーで使うことが知られている。複数人でプレイするときは使用不可。
とくしゅこうか
描いた絵全体に、明度の加減、ぼかし、ジグザグにする、セピア色にする等の様々なエフェクトをかけることができる。エフェクトの加減や方向などを数値で指定することは不可能で、常に一定の効果がかけられる。複数人でプレイするときは、「なめらかにする」のみ使用可能。
いろをつくる
カメレオンの身体の中に円周状に色調がならんでおり、明暗のゲージを動かし調整して色をつくり、そこから選択した色を使用することができる。複数人でプレイするときは使用不可。
ヨウシサイズ
『ペイントスタジオ』での描画領域の広さは小（216×202ピクセル）と大（320×240ピクセル）の2種類が用意されている。タレントの顔やムービーの背景に使用する場合はそれよりも小さい解像度になるが、そのための描画領域は用意されていないため自分で枠を作って描くしかない。複数人でプレイするときは、小さいサイズのみ使用可能。大きいサイズの絵の外側の部分は通常テレビで表示できないため、全領域を使って絵を描いても正しく観賞することができない。
ぬりえ、スタンプ、もじスタンプ、いろいろスタンプ、はいけい
簡易に画像作成を楽しむための、様々な素材が用意されている。塗り絵用の線画、任天堂関連のゲームキャラのスタンプや、ゲームのパッケージ用グラフィック、目鼻口等のコラージュ用素材、背景用の写真などがある。著作権の都合上、これらの素材を使用した作品をコミュニケーションキットでアップロードすることは禁止されていた。
用意されていたスタンプ、背景の素材の出典
- マリオシリーズ
- ポケットモンスター（アニメ版画像）
- ゼルダの伝説 時のオカリナ
- パイロットウイングス64
- スーパードンキーコングシリーズ
- バンジョーとカズーイの大冒険
- 様々な写真（PPS通信社との使用契約による）

キャプチャーカセット、ポケットカメラ
それぞれの周辺機器から画像を取り込むことができる。

### パラパラまんが
最大35コマのアニメーションを作成できるモード。作成したデータは「パラパラまんが」としてセーブされる。基本的な操作は2Dペイントと変わらないが、1コマ前の絵をコピーする機能と重ねて半透明表示する機能が使用可能になり、少しずつ違う絵を描いていくことが便利になっている。一方、用紙サイズは小さいものに限られる、用紙切り替えは不可能などの制限もつく。『コミュニケーションキット』でアップロードできる作品は、通信速度と容量の都合上14コマ以内に限られていた。『マリオペイント』の簡易なアニメーション作成法と比べると作業のハードルが高く、また音楽の製作も用意されていなかったため、楽しみにくくなっている。
キャプチャーカセットから動画を取り込むことも可能である。また、「2Dさくひん」をこの中の1コマとしてロードしてくることはできるが、逆にこの中の1コマをセーブして持ち出すことは出来ない。ネットギャラリーでは、パラパラまんがとしてではなく、イラスト集としてデータを作成、アップロードされることもあった。

### 3Dワールド
このモードはポリゴンで構成された「3Dワールド」を楽しむモードである。まずは用意された海底、恐竜時代、火星という3つの世界を探索し生息する生物の写真を撮ることで、自分の好きなように塗り替えることが可能になる。また、塗った生物を再び「3Dワールド」の中で鑑賞するという遊びができる。
ここで撮った写真は「2Dさくひん」としてセーブすることもできる。また、モデルの塗り方のデータはワールド単位で、このモード専用の「3Dワールド」としてセーブできる。
このモードの内容は、『クリエイター』や『クライマー』という発売中止となったNINTENDO64用ソフトが吸収されているものらしい。

### ギャラリー
上段のボックスに保存された作品が順に表示され、それを鑑賞するモード。

### 主なスタッフ
- プロデューサー：Lorraine Starr、澤野貴夫
- ディレクター：松岡洋史
- 作曲：戸高一生ほか
- スーパーバイザー：宮本茂

## マリオアーティスト タレントスタジオ
『マリオアーティスト タレントスタジオ』は、2000年2月23日にNINTENDO64キャプチャーカセットとNINTENDO64マイクを同梱して配布、追加販売された、3DCGの人物モデル、またそれを使用したムービーの作成ソフト。
内容は、ポリゴンで作成された人形である「タレント」の作成、それらを使用した「ムービー」の作成の2段階になっている。これらの製作モードには部品や動作をランダムに設定させる「らくちんスイッチ」が用意されており、偶然にまかせて作られたものを楽しむこともできる。
パソコン用の同種のソフトと比べれば機能の制限は厳しいものの、その機能の制限が逆に製作をわかりやすくしている面もある。
このソフトは、宮本茂がファミリーコンピュータのディスクシステムで試作した似顔絵ソフトが元となっているが、作った似顔絵で何をするのか?というところで頓挫し、発売には至らなかった。このタレントスタジオでは、そこにムービー製作という目的をつけて一本のソフトとして完成し、発売することができた。
その後任天堂では、タレント作成を非常に細かく作りこむことができる方向性で発展させたニンテンドー ゲームキューブ用ソフトを開発し、2002年と2003年のE3において「ステージデビュー」という名前で発表した。これは内部で「マネビト」と呼ばれていたもので、任天堂により「マネビト」の商標が取得された。しかしこれも作った人物で何をするのかが決まらなかったため、ソフトが発売されることはなかった。そしてWiiでは本体機能として、タレントスタジオのタレント作成から機能を大幅に限定した簡易な形でMiiが搭載された。これにより、宮本の当初の企画は、タレントスタジオを経て、人物の作成を中心とした単体のソフトとしてではなく、様々なソフトに流用できるプラスアルファの機能として再び世に出ることとなった。
なお、同梱品のキャプチャーカセットとマイクは複数持っていても意味が無いものであるにもかかわらず追加販売のものにも同梱されていた。

### タレントをつくる
タレントを作成するモード。ここでセーブされたものは「タレント」としてセーブされる。このモードの基本画面で表示されているタレントは放っておくと踊りだしたり寝たり、体の各所をクリックするとリアクションを取ったりする。
タイプをえらぶ
♂、♀、？の3系統、それぞれ5種類のサンプルから基本にするタレントを選ぶモード。系統によって使用できるパーツ、プロフィール画面の色が異なる。
りんかくなど
顔を構成するポリゴンモデルを、パーツを組み合わせ、変形させ、移動させ、色を変えて製作するモード。輪郭や鼻や髪型など人体に必要なパーツのほか、帽子やアクセサリーなどの装飾物、洗濯バサミやクワガタムシなどの不要なパーツも選ぶことができる。
かお はだのいろ
顔に貼られる画像について編集することができる。既存の目や口の画像を組み合わせることができるほか、ペイントスタジオで描いた「2Dさくひん」の取り込み、ポケットカメラやキャプチャカセットからの取り込みもできる。また、それらにぼかしをかけたり落書きをする「おけしょう」、横7×縦11の格子状に並ぶポイントを移動させて絵を変形させる「ひょうじょう」といったモードで補正をかけることも可能。表情は6種類まで登録可能で、登録した表情はムービーで選択できるようになる。
ふくそう、スタイル
服の種類や色を選び、着せ替えることができるモード。このモードでは選んだタレントのタイプにより選べる内容が異なる。また、頭身やプロポーションを選び、体型を変形させることもできる。
プロフィール
タレントの名前や仕事、生年月日、好きなセリフを入力し、その他文章を入力することもできる。「さくひんをみる」でタレントを見ているときAボタンを押すと、画面下にここで入力した内容が表示される。特定の日付に「らくちんスイッチ」を押すと、開発者のメッセージが現れることもある。
こえ
マイクから1秒以内の声を入力し、記録することができる。入力した声はムービーで任意に使用することができるほか、タレント製作モードで勝手に喋ったりもする。
ショータイム
作ったタレントの奇妙なパフォーマンスを眺めて楽しむモード。コントローラーのボタンを押すことで、様々な画面効果やボイスを追加して遊ぶこともできる。これと似た遊び方は「ムービー」のモードでタレントを入れ替えることでも可能であり、簡単に楽しむための仕掛けであると同時にムービー製作への誘導も意図されている。

### ムービーをつくる
自作、または既存の素材を使ってムービーを作るモード。ここでセーブされたものは「ムービー」としてセーブされる。
おてほんムービー
用意された3つのサンプルムービーを呼び出す。そのまま観賞することも、改変することも自由。さりげなく様々なテクニックが使用されていて、参考になる。
タレントをえらぶ
使用する自作、またはサンプルのタレントを3人まで選ぶことができる。1人分の枠は、ポリゴンスタジオで自作した、またはサンプルとして収録された「3Dさくひん」1つ分にあてることもできる。ムービーのタレントを入れ替えて違和感を楽しむというだけの遊び方も可能だが、頭身の違いによってカメラが狂うことがあるため注意が必要。このモードから逆に「タレント」をセーブして持ち出すことも可能だが、「3Dさくひん」については不可能となっている。
はいけいをえらぶ
使用する背景を4枚まで選ぶことができる。サンプルとして収録されているもののほか、ペイントスタジオで描いた「2Dさくひん」を使用することも可能だが、通常の「2Dさくひん」より小さい範囲しか使用できないため、このモード内で切り取り、拡大縮小を指定することもできる。また、このモードから逆に「2Dさくひん」をセーブして持ち出すこともできる。
はいけいは、1枚の中をいくつもに分割し、それぞれを部分的に使用するということもよく行われていた。また、タレントの写真を使い第4のタレントとして使用されることもできる。
ムービーのへんしゅう
タレントスタジオのムービーは50シーン99秒まで（ただし、処理落ちにより再生時間が99秒を超えることもある）の範囲で作成することができる。ここではシーン単位で新規作成やコピー、削除といった処理を行うことができる。
さつえいをする
1つのシーンを選び撮影をするモード。1つのシーンには「タレント」を1人、「はいけい」を1枚だけ設定することができる。また、背景の切れ目から見える部分の色指定も可能。
タレントは0.5秒から3.0秒の範囲でサンプルまたは自作のアクションを付け、それを9回まで繰り返すことができる。また、手に1つだけ物を持たせることができる。アクションは、各関節の角度を決めたアクションポイントを1シーンの中に8個まで作り、それを順にたどることでモーションをつけることができる。アクションポイントは、1/30秒単位で設定することができる。
アクションをつけたタレントと背景は、カメラのモードで始点と終点でのそれぞれの視点、始点から終点への動きの過程を選択して撮影することができる。始点では前のシーンの終点での視点をコピーすることが可能で、複数のシーンをつなげることが容易になっている。
えんしゅつをつける
このモードでは撮影したものに、1/10秒単位の指定で様々な演出をつけることができる。
ひょうじょうとこえ
タレントに設定した表情と声を指定して使用できる。表情は指定したポイントから指定したポイントまでかけて変化するため、すぐに変えようと思った場合は前後の表情を連続して指定する必要がある。
ひかり
ライトの角度や色を変更することができる。
らくがき
画面に絵を追加することができる。絵の内容と表示の仕方をあわせて1つのデータとして、6種類まで製作することができる。エフェクトやテロップ、第4のタレント、第5の背景として使用することも可能。
テロップ
画面にテロップを出すことができる。表示方法や色を選択することが可能だが、フォントは1種類。指定の仕方によっては、文字ではなくエフェクトとして使用することもできる。
かんきょうエフェクト
主にタレントにかかるエフェクトを設定することができる。
がめんフィルタ
画面全体にかかるフィルタを設定することができる。この中の「ぶんしん」は、そのとき表示されている画面を指定の区間保持するもので、複数のタレントを画面上に出したい場合など、使用頻度は高い。
フェイドイン・アウト
画面を白や黒へ切り替える時間、方法を設定することができる。
BGM
シーン単位でBGMを選ぶことができる。幾つかは他の任天堂ゲームで耳にするものも収録されている。
こうかおん1
効果音を指定することができる。こうかおん2も内容は同じもので、効果音は同時に2つまで鳴らせるということである。これも幾つか他の任天堂ゲームで耳にするものが収録されている。
BGMエフェクト
BGMのスピードやフェイドイン・アウトを指定することができる。
こうかおんエフェクト
効果音の音量などを指定することができる。
ためしにみる
作成されているムービーを観賞することが可能で、任意のタイミングで写真を撮ることができる。この写真は大きいサイズの「2Dさくひん」としてセーブされる。
出荷時のセーブ領域の中には、当時任天堂の社長であった山内溥が登場し肉声を聞くことができる「社長からのごあいさつ」というムービーも収録されていた。内容は、購入者に対してお礼のメッセージを述べるものの、秘書らしき女性の声に配布される物であると突っ込みを入れられたあげく、帰り際にこのソフトの内容を知らないことを暴露するというものであった。これは通常の作品と違いロックされており、製作用モードに入ることが不可能な珍しいものである。これは音声の扱いが特殊であるためと思われる。同様の作品をユーザーが制作することは不可能で、同形態のものはマリオアーティスト甲子園において「伊集院光からの応援メッセージ」が配信されたのみとなった。

### さくひんをみる
「タレントをみる」では、1つのボックスの中にあるタレントを一括して、1人ずつ順番にファッションショーのような形式でステージを歩くのを鑑賞することができる。ここでは終了時に出演した全タレントによる記念写真が撮影され、その写真は「2Dさくひん」としてセーブできる。
「ムービーをみる」では、タレントスタジオ内にセーブしてあるムービーを8本までセットでき、セットした順番で鑑賞することができる。

### 主なスタッフ
- プロデューサー：澤野貴夫
- ディレクター：木村浩之
- 作曲：戸高一生ほか
- ♂タレントの声：上田祐司
- ♀タレントの声：笹本優子
- スーパーバイザー：宮本茂

## マリオアーティスト コミュニケーションキット
『マリオアーティスト コミュニケーションキット』は、2000年6月29日に配布、追加販売されたインターネットを利用して自分のマリオアーティストシリーズの作品をアップロードしたり、他のユーザーの作品をダウンロードするためのソフト。通信機能は株式会社アクセスのNetFrontが搭載された。アップロードやダウンロードの際には、一旦このソフトにセーブすることが必要になる。またそれとは関係なく、バックアップとしてデータを保存することも可能。キャプチャカセットを使った「キャプチャーで遊ぶ」モード、他のシリーズで使用できるサンプル作品も収録されている。
このソフトには『マリオブラザーズ』、『クルクルランド』、スポーツシリーズ等の任天堂のファミコン時代のゲーム音楽が流用されていた。

### ネットスタジオ
64DDによるネットサービスを運営していたランドネットは、このソフトを使って「ネットスタジオ」を運営していた。「ネットスタジオ」は、このコミュニケーションキットを使う作品のやりとり専用のサイトと、その情報を扱うための、ランドネットディスクを使用して閲覧できる「ランドネットFAN」内のコーナーに大別できる。これらの通信を利用するサービスは、ランドネットの終了と同時に打ち切られたため現在は利用することができない。以下は、コミュニケーションキットで利用できるサービスについて記述する。
アップロードできるデータの種類は、「2Dさくひん」「パラパラまんが（14コマまで）」「タレント」「ムービー」「3Dさくひん」「ステージさくひん」の6種類のみ。アップロードする際にはペンネームが必要であり、1枚のディスクに最高5つまで登録できる。登録する際にはランドネットから同じ名前を使っている人がいないかのチェックを受け、既に使用されている名前であった場合、登録は却下される。
ダウンロードする作品を選ぶ際には、ソフト内で管理されているのと同様のサムネイルが表示される。この表示はオン、オフの切り替えが可能だが、64DDの通信能力では1画面を表示するのにも多大な時間がかかったため、オフにしていた人も多い。

#### ネットギャラリー
不特定多数のユーザーに対して作品を公開するサービス。作品内容が肖像権や著作権、公序良俗などに触れていないかランドネットにより審査されるため、実際にダウンロードできるまでには数日かかった。
全ての作品が、そのアップロードされた日時順に分けて展示されていたほか、下のようなコーナーにもあわせて展示されていた。
ランキング
前1週の間でダウンロード数の多かった作品のランキング。どの作品をダウンロードするかの、一つの目安となるものであったが、場合によっては作品の質とダウンロード数の多さが一致していないこともあった。
イチオシ、チョイオシ
ネットギャラリーの開設当初、ランドネット会員から「何をダウンロードしたらいいのかわからない」といった声があったため、ランドネットは毎週ユーザーが投稿した作品の中からお勧めの「イチオシ」作品の選定を行い、特別にスペースを設けることにした。これらに選ばれると、作品のダウンロード数にかなり影響があった。ダウンロードするユーザーにとって一定の基準として認知されていたということであり、アップロードしたユーザーにとっても選ばれるのは喜ばしいことであった。また、「イチオシ」に漏れた作品の紹介も行われたるようになったが「イマイチ」という呼称であったためユーザーから不評を買い、すぐに「チョイオシ」に変更された。
また、選定された作品には基準のよくわからない（恐らく無い）点数が付けられており、イチオシが100〜80点程度、チョイオシは80〜60点程度だったため、それにも選ばれなかったユーザーが「自分の作品の点数は何点だというのか」と荒れだし、チョイオシの最低が80点ほどに底上げされた。
イチオシの選定基準については、問い合わせたというユーザーによれば、担当者がその週の目ぼしい作品をリストアップした後社内で投票が行われ、上位が「イチオシ」、それに漏れた分が「チョイオシ」、という選定が行われていたらしい。ただしこれはランドネットから公式に発表された情報ではなく、最初のリストアップの基準もよくわからなかったため、選定について不透明なものと感じるユーザーも多かった。さらに禁止された素材を使用した作品が「イチオシ」に選ばれたり、他のユーザーの作品や各ソフトに収録されたサンプル作品を盗用したとしか思えないものが「チョイオシ」に選ばれるなど、物議をかもす選定も存在した。
THE個展
ランドネット終盤にはユーザーのメール投票により選ばれたユーザーの作品を集めて展示する「THE個展」のコーナーが特設された。1つのデータの種類から10作品以内で作品が集められ、1週に1人のペースで追加されていった。
これに選ばれるのは名誉なことであり、作品閲覧のための新しい基準としても有用であったが、作品の選定について本人の意向は確認されなかったことや、データの種類が1つに絞られていたことなど、不満をもたれる面もあった。
交換ボックス
パスワードを利用して、特定のユーザーにのみダウンロードさせる作品をアップロードできるサービス。作品の共同制作を行う際や、私的な絵日記などを送信する際に利用する。内容審査が行われないため、すぐにダウンロードすることが可能であった。ランドネットの審査を通らなかった作品をどう変更するかの相談、通す気の無い作品の流通などもこっそり行われた。
プリントサービス
アップロードした「2Dさくひん」をシールや絵はがきにしたり、ペーパークラフトモードで作った「3Dさくひん」を展開図にしてペーパークラフトにできるという有料サービス。出来上がったものは後日郵送された。

#### イベント
何らかのイベントのため作品をアップロードするための、また応募された作品をダウンロードするためのコーナー。ここに応募された作品に改良を加えたものが、DoGAのCGコンテストに入賞したこともある。行われたイベントの内容は、以下のとおり。
マリオアーティスト甲子園
2000年夏に伊集院光と餅月あんこを審査委員に迎えて開催された大会。ペイントスタジオの「2Dさくひん」「パラパラまんが」とタレントスタジオの「タレント」「ムービー」それぞれに幾つかの部門が設けられて部門賞を競い、またそれとは別に、各ソフトから1作品ずつが最優秀賞として選ばれた。部門賞には3万円相当の商品券、最優秀賞にはハリウッド旅行が送られた。
GAMEクリエイターへの挑戦状
2000年冬に行われた企画。ユーザーがタレントスタジオの「ムービー」かポリゴンスタジオの「3Dさくひん」、「ステージさくひん」をアップロードし、その中からマリオアーティストシリーズの開発者が作品を選び、それにコメントをつけるページがランドネットディスクから閲覧できるページ内で公開された。
卒業写真
終了記念企画として配布される印刷物にコラージュしてもらうための「2Dさくひん」「タレント」「3Dさくひん」の受付が行われた。この印刷物は、アップロードした人にのみ配布された。

#### ネタあげるよ
作品の素材をユーザーがお互いに提供する目的で作られたコーナー。リストも設置されておらず、ダウンロードしてみなければどのような素材かわからないようなものもあり、あまり有効には機能しなかった。

#### 有料ダウンロード
有名人が作った作品等を、その名のとおり有料でダウンロードできるというサービスが予定されていたが、実際には何も行われなかった。また、参加が有料であるイベントにアップロードするサービスも、予定のみに終わった。
ランドネットによるサンプル作品や『トレード&バトル カードヒーロー』等の任天堂オフィシャル画像の配信も期間限定の別コーナーで行われてはいたが、これらはすべて無料だった。

### キャプチャーで遊ぶ
キャプチャーカセットから取り込んだ画像で遊ぶモード。様々なエフェクトをかけて観賞したり、その画面を撮影して「2Dさくひん」としてセーブすることができる。また、分割パズルにして遊ぶこともできた。

### おまけ
メニュー画面下やや左の空白部分にカーソルをあわせると、おまけの項目が現れる。ここには他のシリーズで使用できるサンプル作品が収録されており、いったんセーブ領域にセーブした後に、各ソフトに持ち出すことができる。

### 主なスタッフ
- プロデューサー：澤野貴夫
- ディレクター：江里和修
- 作曲：清水英明
- スーパーバイザー：宮本茂

## マリオアーティスト ポリゴンスタジオ
『マリオアーティスト ポリゴンスタジオ』は、2000年8月29日に配布された3DCGモデル作成ソフト。当初は4月に配布される予定であった。任天堂とニチメングラフィックス株式会社の共同で開発された。
ただし、説明書によればこのソフトのコンセプトは「つくったものを動かして遊ぶ」ことであり、3DCGを製作する事よりも、その後モデルを利用してサブゲームを遊ぶ事をメインとして想定されている。
マリオアーティストシリーズにおいては、このソフトだけが配布のみで販売がされていない。

### モデラーロケット
自由にポリゴンモデルを製作するモード。ここでセーブした作品は「3Dさくひん」になる。ここで製作した「3Dさくひん」は、「ブロックドーム」でブロックの中の1つとして使用することもできる。また、『タレントスタジオ』でタレント1人分と入れ替えて出演させることが可能であり、1つの「3Dさくひん」の中に使いたいものを幾つも詰め込み部分ごとに使用されることもあった。
つくる
1000ポリゴン、30モデル以内でポリゴンモデルを製作するモード。このモードではポリゴンの形状を点、線、モデル単位で編集することができる。座標を数字で指定するような操作はなく、粘土をこねるような感覚でモデル作成をする。
ポリゴンスタジオでは、モデルの外側の面は見えるが内側の面は見えなくなっている。このため、モデルを裏返せば手前が透明で内側が見えるモデルを使うこともできる。
面ごとに明るさがくっきり分かれる硬い質感と、面の境界で影がぼかされる滑らかな質感を、モデルごとに指定することができる。滑らかな質感はポリゴン数が少ない都合か不自然な影のつき方をすることが多く、ユーザーを悩ませた。
同一モデル内に座標が重複する2つ以上の点を存在させた場合、そのモデルで次に作業をするとモデル全体が消えるという現象がおこる。ただし、こういった点の周囲では滑らかな質感の中でクッキリと影をつけることができるため、故意に仕込んだ後それ以上作業をせず残すというテクニックもある。
サンプルモデルの中には複数のモデルが1つのモデルとして処理されているものが存在し、これを利用すると30以上のモデルを使用することも可能になる。
ペイントする
このモードでは作成したモデルに色を塗ることができる。ポリゴンの1枚1枚を指定して絵を貼っていくような操作はなく、モデルを画面上で回してその上に手描きでペイントをしていく。
ペンは、指定した色でベタ塗りする「フェルトペン」と、色を重ねて塗る「すいさいブラシ」、ランダムに点をベタ塗りする「スプレー」の3種類で、3段階の太さで塗ることができる。また、指定した面の塗りつぶし、描いた部分を透明にする「いろをたべる」、描いた部分を白に戻す「けしゴム」、モデル全体に色を重ねて塗る「いろをかさねる」、指定したモデルの同一色を別の色に変える「ぬりつぶし」が使用できる。なお、ここで「色を重ねて塗る」という操作は、既に塗られている色と選択した色の中間の色になるような処理をかけることである。
既定のスタンプや、自作の「2Dさくひん」のスタンプを押すことができる。スタンプを押したときモデルからはみ出て描画されなかった部分がある場合、その部分が後で操作していないのに勝手に押されるバグが存在する。
描画は三角の面ごとに要素の割り当てられ方が決まっており、面の形が歪めば描画のされ方も歪み、大きさが変わればきめ細かさも変わる。三角の3つの頂点には、描画の癖を決定する隠された性質が与えられているが、そのコントロールについては通常の操作としてはサポートされていない。「つくる」モードでその面を一度消滅させた後に再び出現させるような操作をすれば、これを移動させることもできる。
ここでペイントした内容は、一度「つくる」のモードに入りなおすと消え、真っ白になってしまう。
つくりかたムービー
モデルを何も製作していない状態からであればこのモードを選択することが可能であり、モデルを作る手順を観賞することができる。初心者に対するフォローだったのだが、あまりに無駄の無い正確な動きに、これを見た時点でこのソフトを敬遠してしまったユーザーもいた。
ちょっときゅうけい
透明な立方体を3Dスティックやマウスで回転させ、作成した「3Dさくひん」を転がし、徐々に柔らかく潰れていくのを観て楽しむモード。

### ブロックドーム
20のブロックとモデラーロケットで作った1つの「3Dさくひん」を使ってポリゴンモデルを組み立てるモード。ここでセーブした作品は「ブロックさくひん」になる。
「かんたんにつくる」というモードは、このブロックドームの機能限定版であり、任意のブロックの選択や「3Dさくひん」の使用ができず、サンプルの作品のブロックを入れ替えたり移動させるだけのものである。
くみたてる
このモードでは用意されたブロックを拡大、縮小、移動して作品を組み立てることができる。「3Dさくひん」を1つだけブロックとして使用することも可能であり、ここでブロックを組み込むことを前提として「3Dさくひん」を作成しモデラーロケットでのポリゴン数を節約することもできる。
ブロックの一部には「じっけんワールド」で取得しなければ使用できないものもあり、この中の「どうりょくブロック」が「じっけんワールド」探索の鍵を握っている。
サンプル作品の中には変形された状態のものが変形されていないものとして処理されているブロックがあり、これを利用すると通常では不可能な大きさや形のブロックを使用することも可能になる。
ペイントする
ブロック単位で着色するモード。モデラーロケットの「いろをかさねる」のような処理をブロックごとにかける作業ができるが、色が塗られ絵が描かれているようなブロックでは、色を自由に変更できない部分も多い。

### じっけんワールド
作成したモデルを操作して世界を探検するモード。「ブロックさくひん」を操作して立体世界のところどころに散らばっている「どうりょくブロック」を探すという内容で、『スーパーマリオ64』のような3Dアクションゲーム仕立てになっている。ここで取得したブロックは「ブロックドーム」で使用できるようになる。移動能力の高いブロックを取得して「ブロックさくひん」に組み込み、探索範囲を広げながらすべての部品の入手を目指す。ブロック全取得後は目的が無くなるが、製作した作品の遊び場として利用することができる。
スタート地点である「はじめターミナル」から、地上の「ポリゴネシア」と上空の「空中庭園ポリゴナー」という世界につながっており、さらにそこから「すべりすべり」「アクアリウムな午後」などのステージに進むことができる。
このモードには発売中止になった『バギーブギー』というNINTENDO64用ソフトの内容が吸収されているらしい。

### ゴーゴーパーク
「ブロックさくひん」が崖直前の光が差している範囲に止まるように、マウスやコントローラで力をためた後発射するというチキンレースのようなゲーム。レベルが上がると光の差している範囲が狭く、コースの起伏が激しくなり、力の調節が難しくなる。力をため過ぎると当然崖の向こうの海に落ちて潰れてしまう。
3ステージで構成され、クリアすると再び同じ内容のゲームを繰り返す。それぞれの崖との距離が最も小さいスコアと、すべてのステージで一番遠くに落ちたスコアが、作品の小さい画像とともに記録される。

### サウンドボンバー
作成した「ブロックさくひん」が登場するごく単純で短いゲームを、軽快な音楽に乗せながら次々にクリアしていくというゲーム。3回失敗してしまうとゲーム終了となる。このゲームは『メイド イン ワリオ』の原型となったことで知られる。
登場するミニゲームは以下の通りでこれら8つを1周とする。ミニゲームの出現する順番はランダムで、1周するごとに曲調が変化し、画面に表示されるゲーム名の言語は英語や、中国語風の漢字に変更される。さらにゲームスピードが速くなり難易度も上がる。3周できれば、1回分のミスが取り消しになる。内容は『メイド イン ワリオ』へ受け継がれているが、登場するポリゴンモデルをワリオに置き換えるなどの変更がされている（括弧内は同作における登場ステージ・プチゲーム名）。
とめろ!・ROULETTE・回転停止大儲
ルーレットのように回っているモデルを指定の位置で止める。（ワリカセ・かいてんばん）
いれろ!・BLOCK・落下塊収納
落ち物パズルのように落下してくるモデルを下の穴に入れる。（ワリカセ・ダイヤモンド）
うちかえせ!・BASEBALL・一球入魂本塁打
野球のピッチャーが投げてくるモデルをバットで打ち返す。（ジミー・バッター）
ゴールをめざせ!・MAZE・迷路何処出口
迷路の壁に触れないようモデルを操作しゴールまで運ぶ。（オービュロン・めいろ）
イッパツでうて!・SHOOT・敵機襲来要撃破
画面上部を飛んでいるモデルをロケットのビームで撃つ。（ワリカセ・UFOをうて!）
イッパツでたたけ!・FLIES・蝿粉砕
虫のように画面を飛び回っているモデルを手で叩く。（ナインボルト・マリオペイント〜ハエたたき）
よけろ!・RACE・直進直進又直進
上から見下ろしたレースゲームのような画面。他の車や壁にぶつからないようモデルを操作する。（ワリカセ・ドライブ）
とびこえろ!・JUMP・跳躍万歳
画面右側から走ってくるモデルにぶつからないよう、ジャンプで避ける。（ワリカセ・ボウソウじどうしゃ）

### ステージUFO
ブロックドームで作った「ブロックさくひん」を展示するモードで、選んだステージに「ブロックさくひん」全体を1つとして拡大縮小、回転、移動して展示し、それにエフェクトなどを加えることができる。このモードでセーブすると「ステージさくひん」となる。そのとき選んでいたステージだけでなく、選んでいなかったステージでの編集内容についてもセーブされている。
また、この「ステージさくひん」はある程度自由なアングルで写真を撮ることが可能であり、撮った写真は大きいサイズの「2Dさくひん」としてセーブされ、ペイントスタジオで編集することができる。

### ギャラリー
作品をセーブするボックスの中から1つを選び、順番に自動で表示されるのを観賞する。作品の形態は問われないが、写真に撮った「2Dさくひん」は観賞できない。

### 主なスタッフ
- プロデューサー：澤野貴夫
- ディレクター：松岡洋史
- 作曲：戸高一生
- スーパーバイザー：宮本茂

## 『マリオアーティスト サウンドメーカー』の発売中止について
この4作の他、第5作目として『マリオアーティスト サウンドメーカー』の発売が予定されていた。音楽を作成できるという内容であったが、スタッフの小室哲哉が関わったとされるもう一方の64DDソフト『サウンドメーカー』（マリオアーティストシリーズとの直接的な関係はない）と内容が重複するという理由から、開発中止となった。なお、一方の『サウンドメーカー』も、結局発売されることはなかった。